# Zhaosu
Zhaosu (en chino, 昭苏县; pinyin, Zhāosū xiàn) también conocida por su nombre uigur de   Mongolkure (en uigur: موڭغۇلكۈرە, romanizado: Mongghulküre, lit. 'templo de los mongoles'; en chino, 蒙古库热; pinyin, Ménggǔkùrè) es un condado bajo la administración directa de la Prefectura Yili en la Región autónoma de Sinkiang, República Popular China. Su área es de 10426 km² y su población total para 2010 superó los 148 mil habitantes.
Su nombre chino Zhaosu fue dado en 1938 y proviene de la frase "despertar y restaurar la vitalidad"  del Libro Etiqueta y ritos .

## Administración
Desde octubre de 2019, el condado  Zhaosu se divide en 10 pueblos que se administran en 5 poblado, 2 villas y 3 villas étnicas.